# Santa Lucía (Nicarágua)
Santa Lucía é um município da Nicarágua, situado no departamento de Boaco. Tem 121 km² de área e sua população em 2020 foi estimada em 9.136 habitantes.